# Witbuikkwartelsnip
De witbuikkwartelsnip (Attagis malouinus)  is een vogel die deel uitmaakt van de kwartelsnippen. De vogel behoort tot het genus Attagis.

## Verspreiding en leefgebied
De vogel komt voor in de zuidelijke delen van Argentinië en Chili, ook is de vogel als dwaalgast waargenomen op de Falklandeilanden. De natuurlijke leefomgeving van de vogel bestaat uit grasland en moerassen.